# Mignaloux-Beauvoir
Mignaloux-Beauvoir est une commune du Centre-Ouest de la France, située dans la banlieue sud-est de Poitiers, dans le département de la Vienne en région Nouvelle-Aquitaine.

## Géographie

### Communes limitrophes
|              |                     | Sèvres-Anxaumont Saint-Julien-l'Ars |
| Poitiers     | Mignaloux-Beauvoir  | Savigny-Lévescault                  |
| Saint-Benoît | Nouaillé-Maupertuis |                                     |

### Climat
Pour des articles plus généraux, voir Climat de la Nouvelle-Aquitaine et Climat de la Vienne.
Historiquement, la commune est exposée à un climat océanique du nord-ouest.  
En 2020, Météo-France publie une typologie des climats de la France métropolitaine dans laquelle la commune est exposée à un climat océanique altéré et est dans la région climatique  Poitou-Charentes, caractérisée par un bon ensoleillement, particulièrement en été et des vents modérés.
Pour la période 1971-2000, la température annuelle moyenne est de 11,6 °C, avec une amplitude thermique annuelle de 14,7 °C. Le cumul annuel moyen de précipitations est de 759 mm, avec 11,2 jours de précipitations en janvier et 6,7 jours en juillet. Pour la période 1991-2020, la température moyenne annuelle observée sur la station météorologique la plus proche, située sur la commune de Biard à 9,26 km à vol d'oiseau, est de 0,0 °C et le cumul annuel moyen de précipitations est de 0,0 mm,. Pour l'avenir, les paramètres climatiques de la commune estimés pour 2050 selon différents scénarios d'émission de gaz à effet de serre sont consultables sur un site dédié publié par Météo-France en novembre 2022.

### Voies de communication et transports
La ligne de Saint-Benoît au Blanc passe par le territoire communal. La commune possède une gare ferroviaire.
La commune est traversée par deux Routes Nationales :
- La RN147, qui relie Poitiers à Limoges,
- La RN151, qui relie Poitiers à Chauvigny.

## Urbanisme

### Typologie
Au 1er janvier 2024, Mignaloux-Beauvoir est catégorisée bourg rural, selon la nouvelle grille communale de densité à sept niveaux définie par l'Insee en 2022.
Elle appartient à l'unité urbaine de Mignaloux-Beauvoir, une unité urbaine monocommunale constituant une ville isolée,. Par ailleurs la commune fait partie de l'aire d'attraction de Poitiers, dont elle est une commune de la couronne,. Cette aire, qui regroupe 97 communes, est catégorisée dans les aires de 200 000 à moins de 700 000 habitants,.

### Occupation des sols
L'occupation des sols de la commune, telle qu'elle ressort de la base de données européenne d’occupation biophysique des sols Corine Land Cover (CLC), est marquée par l'importance des territoires agricoles (67,7 % en 2018), en diminution par rapport à 1990 (70,6 %). La répartition détaillée en 2018 est la suivante : 
terres arables (36,6 %), zones agricoles hétérogènes (27,8 %), forêts (14,2 %), zones urbanisées (13 %), espaces verts artificialisés, non agricoles (4 %), prairies (3,2 %), zones industrielles ou commerciales et réseaux de communication (1 %). L'évolution de l’occupation des sols de la commune et de ses infrastructures peut être observée sur les différentes représentations cartographiques du territoire : la carte de Cassini (XVIIIe siècle), la carte d'état-major (1820-1866) et les cartes ou photos aériennes de l'IGN pour la période actuelle (1950 à aujourd'hui).

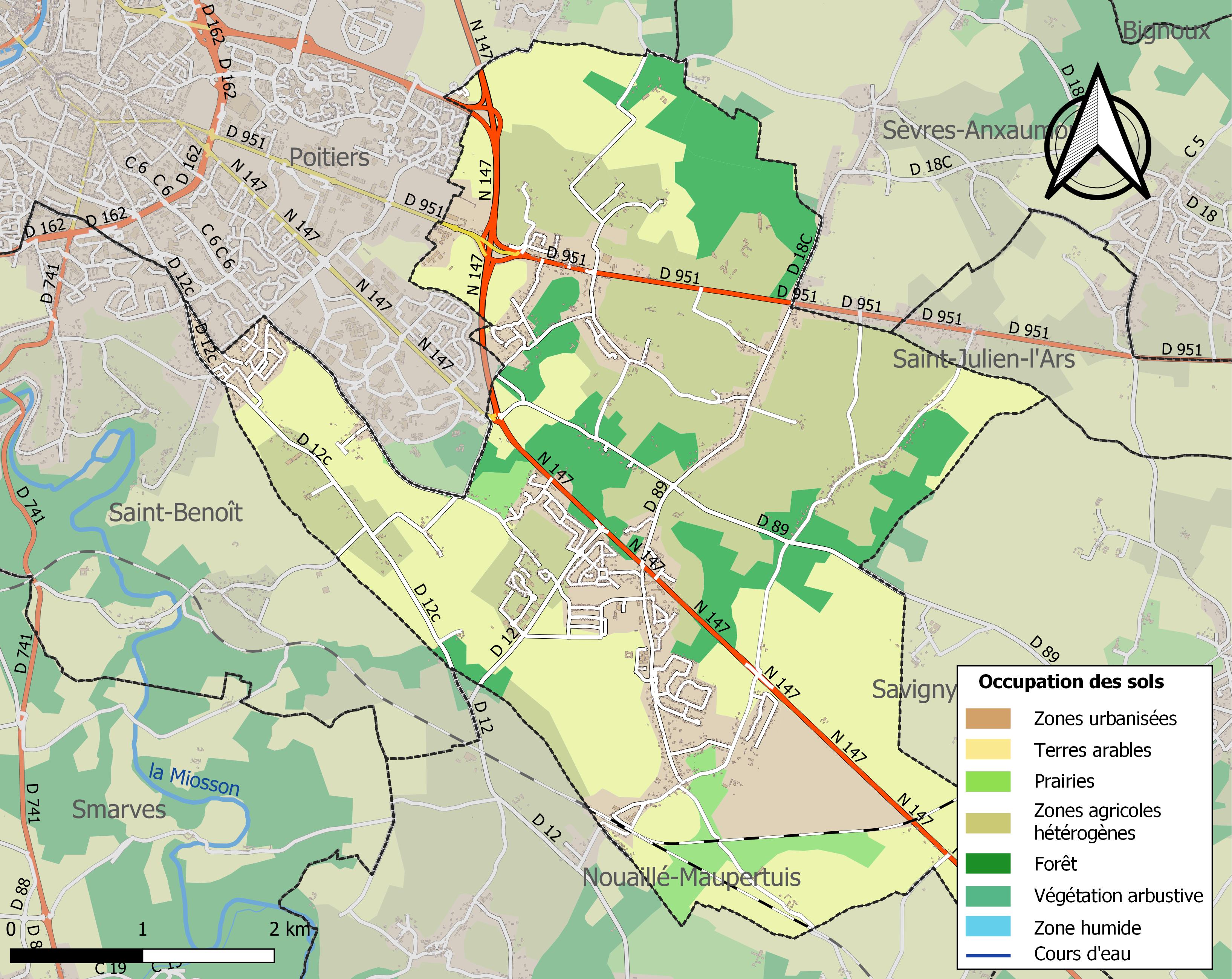
Carte des infrastructures et de l'occupation des sols de la commune en 2018 (CLC).

### Risques majeurs
Le territoire de la commune de Mignaloux-Beauvoir est vulnérable à différents aléas naturels : météorologiques (tempête, orage, neige, grand froid, canicule ou sécheresse), mouvements de terrains et séisme (sismicité modérée). Il est également exposé à un risque technologique,  le transport de matières dangereuses. Un site publié par le BRGM permet d'évaluer simplement et rapidement les risques d'un bien localisé soit par son adresse soit par le numéro de sa parcelle.

#### Risques naturels

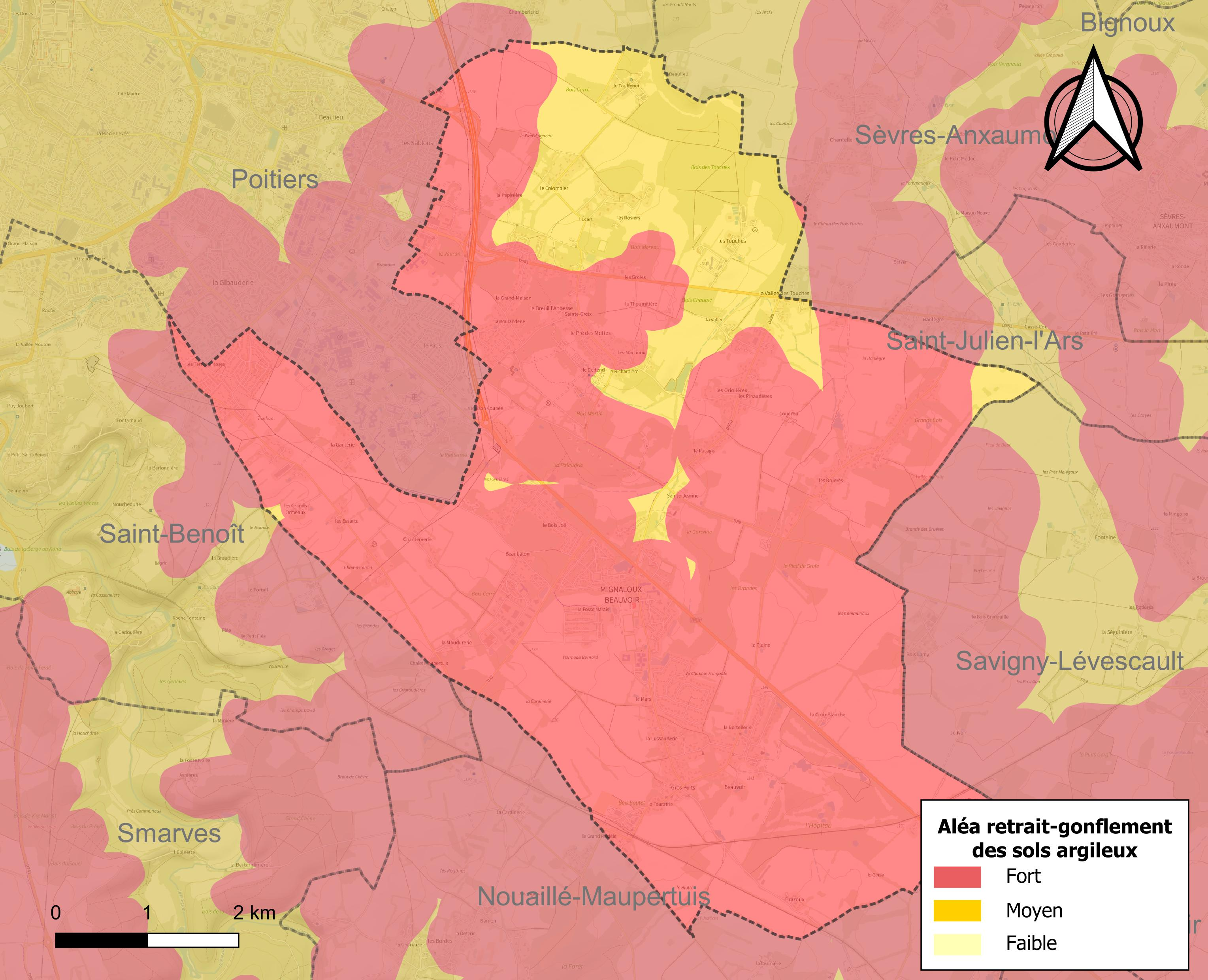
Carte des zones d'aléa retrait-gonflement des sols argileux de Mignaloux-Beauvoir.

Les mouvements de terrains susceptibles de se produire sur la commune sont des tassements différentiels. Le retrait-gonflement des sols argileux est susceptible d'engendrer des dommages importants aux bâtiments en cas d’alternance de périodes de sécheresse et de pluie. La totalité de la commune est en aléa moyen ou fort (79,5 % au niveau départemental et 48,5 % au niveau national). Depuis le 1er octobre 2020, en application de la loi ÉLAN, différentes contraintes s'imposent aux vendeurs, maîtres d'ouvrages ou constructeurs de biens situés dans une zone classée en aléa moyen ou fort,.
La commune a été reconnue en état de catastrophe naturelle au titre des dommages causés par les inondations et coulées de boue survenues en 1982, 1983, 1987, 1999 et 2010, par la sécheresse en 1989, 1991, 1994, 1996, 1997, 2002, 2003, 2005 et 2017 et par des mouvements de terrain en 1999 et 2010.

## Histoire
Il existe une Villa Magnalorum citée dès 848 ; elle dépendait alors de l'abbaye de Nouaillé.
À l'époque médiévale la commune est composée de multiples hameaux, les deux paroisses de Beauvoir et de Mignaloux vivent sous la dépendance de Poitiers. Plusieurs lieudits portent encore le nom de propriétés ecclésiastiques.
Durant la guerre de Cent Ans, le 16 septembre 1356, lors de la chevauchée du Prince noir, ce dernier, parti de Châtellerault fonce avec 200 hommes d'armes, à travers la forêt de Moulière et débouche sur la route de Poitiers à Chauvigny où il tombe par surprise sur l'arrière-garde de l'armée française forte 700 hommes d'armes et chevaliers à la Chaboterie au Breuil l'Abbesse situé sur la commune. Les Français totalement décontenancés s'enfuirent dans la forêt, perdant 240 hommes dont les comtes de Joigny et d'Auxerre et le sieur de Châtillon. C'est le prélude d'une défaite catastrophique pour le royaume de France.
Le territoire communal était partagé entre quatre seigneurs religieux : le commandeur de la Villedieu, les abbayes de Saint-Hilaire-de-la-Celle, de Sainte-Croix et de la Trinité. En 1798 les deux communes sont réunies. Beauvoir en est d'abord le chef-lieu, puis Mignaloux. En 1819, la route Poitiers - Limoges traverse la commune la coupant littéralement en deux. En 1892 la mairie et l'école sont édifiées.
La Luftwaffe bombarde la gare le 19 juin 1940, sans faire de victime.
Durant l’été 1944, les aviations alliées mènent de nombreuses opérations de strafing : des chasseurs patrouillent sur les axes (voies ferrées, routes principales) à la recherche de cibles d’opportunité (convoi allemand, train militaire, camp, etc.). C’est ainsi que des chasseurs alliés mitraillent la gare le 16 juin.
C'est à partir de 1968 que l'accroissement de la population s'accélère. Les limites communales changent en 1974 à la suite des constructions du campus et du centre hospitalier de Poitiers. À partir de cette date la commune commence à changer d'habitat, essentiellement rural jusqu'alors.

## Politique et administration

### Instances judiciaires et administratives
La commune relève du tribunal d'instance de Poitiers, du tribunal de grande instance de Poitiers, de la cour d'appel  de Poitiers, du tribunal pour enfants de Poitiers, du conseil de prud'hommes de Poitiers, du tribunal de commerce de Poitiers, du tribunal administratif de Poitiers et de la cour administrative d'appel  de  Bordeaux, du tribunal des pensions de Poitiers, du tribunal des affaires de la Sécurité sociale de la Vienne, de la cour d’assises de la Vienne.

### Services publics
Les réformes successives de La Poste ont conduit à la fermeture de nombreux bureaux de poste ou à leur transformation en simple relais. Toutefois, la commune a pu maintenir le sien.

### Jumelages
Mignaloux-Beauvoir est jumelé avec Midleton (comté de Cork, en Irlande) et avec Kąty Wrocławskie (Basse-Silésie, en Pologne). L'association Objectif Jumelages se charge de pérenniser ces liens et participe à la recherche de nouvelles villes jumelles.

### Politique environnementale
Dans son palmarès 2024, le Conseil national de villes et villages fleuris de France a attribué deux fleurs à la commune.

## Démographie
L'évolution du nombre d'habitants est connue à travers les recensements de la population effectués dans la commune depuis 1793. Pour les communes de moins de 10 000 habitants, une enquête de recensement portant sur toute la population est réalisée tous les cinq ans, les populations de référence des années intermédiaires étant quant à elles estimées par interpolation ou extrapolation. Pour la commune, le premier recensement exhaustif entrant dans le cadre du nouveau dispositif a été réalisé en 2004.

En 2022, la commune comptait 5 224 habitants, en évolution de +19,93 % par rapport à 2016 (Vienne : +0,6 %, France hors Mayotte : +2,11 %).
| 1793 | 1800 | 1806 | 1821 | 1831 | 1836 | 1841 | 1846 | 1851 |
| ---- | ---- | ---- | ---- | ---- | ---- | ---- | ---- | ---- |
| 234  | 460  | 464  | 436  | 456  | 517  | 476  | 480  | 535  |

| 1856 | 1861 | 1866 | 1872 | 1876 | 1881 | 1886 | 1891 | 1896 |
| ---- | ---- | ---- | ---- | ---- | ---- | ---- | ---- | ---- |
| 531  | 542  | 546  | 560  | 552  | 647  | 721  | 720  | 725  |

| 1901 | 1906 | 1911 | 1921 | 1926 | 1931 | 1936 | 1946 | 1954 |
| ---- | ---- | ---- | ---- | ---- | ---- | ---- | ---- | ---- |
| 728  | 685  | 692  | 638  | 619  | 602  | 662  | 684  | 696  |

| 1962 | 1968  | 1975  | 1982  | 1990  | 1999  | 2004  | 2006  | 2009  |
| ---- | ----- | ----- | ----- | ----- | ----- | ----- | ----- | ----- |
| 731  | 1 300 | 1 207 | 1 638 | 2 357 | 3 341 | 3 704 | 3 823 | 3 998 |

| 2014  | 2019  | 2022  | - | - | - | - | - | - |
| ----- | ----- | ----- | - | - | - | - | - | - |
| 4 127 | 5 026 | 5 224 | - | - | - | - | - | - |

La densité de population de la commune est de 183 hab./km2. Celle du département est  de 61 hab./km2. Elle est de 68 hab./km2 pour la région Poitou-Charentes et de 115 hab./km2 pour la France (INSEE- 2008).
La commune appartient à la communauté d’agglomération de Poitiers qui connait un certain dynamisme démographique puisque sa population s’est accrue de 1,32 % par an en moyenne sur la période 1999-2006 (Ce taux est de 0,7 % pour le département). Ceci illustre le constat démographique suivant : des zones rurales qui perdent de plus en plus d’habitants au profit d’une zone périurbaine autour de Poitiers et de Châtellerault. Cette vaste zone concentre 70 % de la population du département (soit environ 300 000 personnes) et 25 % des moins de 20 ans. En outre, en supposant le maintien des tendances démographiques depuis 1990, entre 2006 et 2020, la population de l’aire urbaine de Poitiers devrait s’accroître de + 16,5 % et celle de Châtellerault de + 5,0 %. La population de la commune devrait donc continuer à croitre.
Cependant, la population du Grand Poitiers n'a quasiment pas augmenté entre 2007 et 2012 (141 986 habitants en 2007 pour 142 751 habitants en 2012). Le dynamisme démographique concerne surtout les communes limitrophes de la capitale poitevine. Ainsi, c’est le cas de Mignaloux-Beauvoir qui profite de sa proximité avec le Centre hospitalier universitaire (CHU) et l’université tout en restant une commune encore très rurale et malgré les difficultés grandissantes de circulation aux heures et aux jours de pointe.

## Économie

### Agriculture
Selon la direction régionale de l'Alimentation, de l'Agriculture et de la Forêt de Poitou-Charentes, il n'y a plus que 10 exploitations agricoles en 2010 contre 33 en 2000.
Les surfaces agricoles utilisées ont paradoxalement augmenté de 22 % et sont passées de 847 hectares en 2000 à 1 035 hectares en 2010. Ces chiffres indiquent une concentration des terres sur un nombre plus faible d’exploitations. Cette tendance est conforme à l’évolution  constatée sur tout le département de la Vienne puisque de 2000 à 2007, chaque exploitation a gagné en moyenne 20 hectares.
51 % des surfaces agricoles sont destinées à la culture des céréales (blé tendre essentiellement mais aussi orges et maïs), 30 % pour les oléagineux (2/3 de colza et 1/3 de tournesol) et 11 % pour le fourrage. En 2000, un hectare (0 en 2010) était consacré à la vigne.
Les élevages d'ovins et de volailles ont disparu au cours de cette décennie. La disparition de l'élevage des moutons est conforme à la tendance globale du département de la Vienne. En effet, le troupeau d’ovins, exclusivement destiné à la production de viande, a diminué de 43,7 % de 1990 à 2007.

### Commerce
Un marché a lieu une fois par semaine le jeudi de 15h à 19h, sur la Place des Alisiers.

## Culture locale et patrimoine

### Lieux et monuments
- Le château de la Cigogne est inscrit depuis 1986 comme monument historique pour son logis, ses communs et sa toiture.
- L'église Notre-Dame de l'Assomption est inscrite depuis 1931 comme monument historique pour son portail[35].
- Le manoir de Beauvoir, actuel golf, bâtiment du XIXe siècle transformé dans les années 1920 par les frères Martineau pour la famille Gilbert. Il conserve des éléments et une chapelle de style Art déco.
- Le jardin botanique universitaire de Poitiers d'une superficie de 33 hectares est situé sur la commune et est entretenu par l'université de Poitiers.

### Personnalités liées à la commune
Maurice Rat, célèbre écrivain et philologue. Ancien élève de Ecole Normale Supérieure (Ulm), professeur agrégé de grammaire au lycée Janson-de-Sailly à Paris, est né le 2 mars 1891 à Mignaloux-Beauvoir et est décédé le 13 mai 1969 à Paris.